# Winkelman, Arizona
Winkelman je gradić u američkoj saveznoj državi Arizona. Nalazoi se na područjuima dva okruga, Gila i Pinal. Prema popisu stanovništva iz 2010. u njemu je živjelo 353 stanovnika.